# Euxoa caerulescens
Euxoa caerulescens är en fjärilsart som beskrevs av Dadd 1927. Euxoa caerulescens ingår i släktet Euxoa och familjen nattflyn. Inga underarter finns listade i Catalogue of Life.